# Bogata (Mureș)
Bogata (in ungherese Marosbogát) è un comune della Romania di 2022 abitanti, ubicato nel distretto di Mureș, nella regione storica della Transilvania. 
Il comune è formato dall'unione di 2 villaggi: Bogata e Ranta.